# YCC (Farbmodell)
Das YCC-Farbmodell ist ein von der Firma Kodak im Zusammenhang mit der Photo-CD entwickeltes und als Warenzeichen geschütztes Farbsystem. Die korrekte Bezeichnung lautet Kodak PhotoYCC™. Es ist eine Form des YCbCr-Farbmodells.
YCC zerlegt die 24 Bit eines gammakorrigierten R'G'B'-Farbpixels, je 8 Bit für Rot, Grün und Blau, in einmal 8 Bit für die Codierung der Helligkeit (Luminanz) Y in 28 = 256 Stufen und 2 × 8 Bit zur Codierung der Farbkomponenten (Chrominanz) CC.
Die Skalierungsfaktoren sollen auf die bei Fotopapier übliche Farbskala optimiert sein.
Die Umrechnung in Matrixschreibweise:
{\displaystyle {\begin{bmatrix}Y'\\C\\C\end{bmatrix}}\approx {\begin{bmatrix}0\\156\\137\end{bmatrix}}+{\begin{bmatrix}54{,}383&106{,}76&20{,}735\\-37{,}595&-73{,}806&111{,}4\\135{,}64&-113{,}58&-22{,}058\end{bmatrix}}{\begin{bmatrix}R'\\G'\\B'\end{bmatrix}}}